# Heterocerus mexicanus
Heterocerus mexicanus là một loài bọ cánh cứng trong họ Heteroceridae. Loài này được Sharp miêu tả khoa học đầu tiên năm 1882.